# Brewarrina Shire
Brewarrina Shire är en kommun i Australien. Den ligger i delstaten New South Wales, i den sydöstra delen av landet, omkring 580 kilometer nordväst om delstatshuvudstaden Sydney. Antalet invånare var 1 651 vid folkräkningen 2016.
Utöver huvudorten Brewarrina ligger även byarna Gongolgon, Angledool och Goodooga, samt den övergivna staden Tarcoon i Brewarrina Shire.
Omgivningarna runt Brewarrina är i huvudsak ett öppet busklandskap. Trakten runt Brewarrina är nära nog obefolkad, med mindre än två invånare per kvadratkilometer. Genomsnittlig årsnederbörd är 414 millimeter. Den regnigaste månaden är februari, med i genomsnitt 86 mm nederbörd, och den torraste är oktober, med 1 mm nederbörd.